# Luchthaven Sharm-el-Sheikh
Luchthaven Sharm-el-Sheikh (IATA: SSH, ICAO: HESH), voorheen Ophira International Airport is een luchthaven in Sharm-el-Sheikh, Egypte. Hij werd geopend op 14 mei 1968, oorspronkelijk als een basis voor de Israëlische luchtmacht, en om het plaatsje Ofira te bedienen.
In 2007 verwerkte de luchthaven 6.424.851 passagiers (27% groei vergeleken met 2006). Het is daarmee de tweede luchthaven van Egypte, na luchthaven Caïro Internationaal.

## Terminals

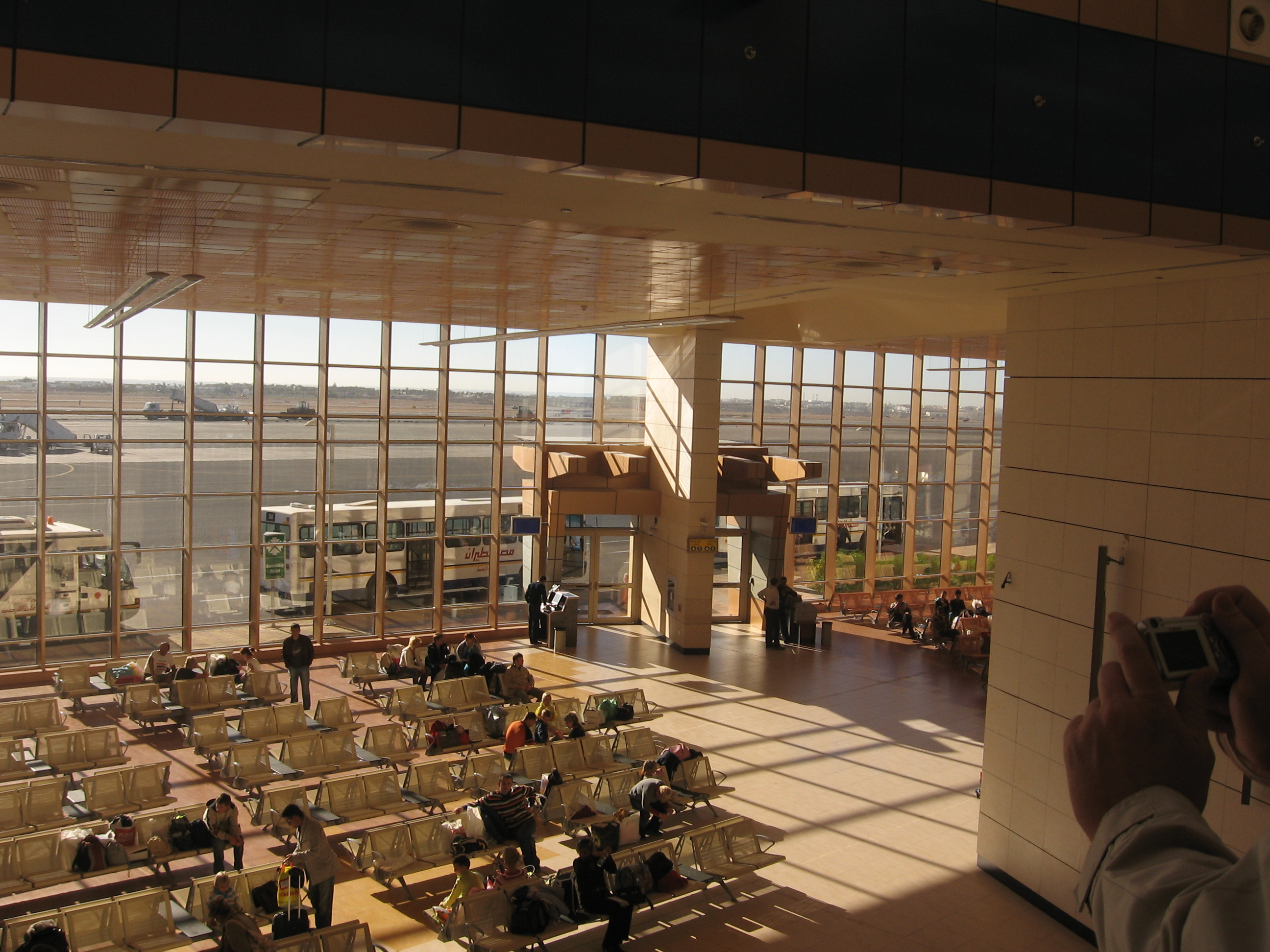
Vertrekhal Sharm el-Sheikh International Airport

### Terminal 1
Op 23 mei 2007 werd de tweede terminal geopend, met een capaciteit van 5 miljoen passagiers per jaar. Deze nieuwe terminal kreeg de naam Terminal 1. Het twee verdiepingen tellende gebouw heeft een oppervlakte van 43000 m². Het heeft 40 incheckbalies, en is ontworpen om een groot aantal internationale vluchten en chartervluchten te herbergen. Het heeft twee binnenlandse en zes internationale gates. De terminal omvat drie delen: twee gangen aan de keerzijden van het gebouw, en daartussen een centrale hal, ook wel de "boot" genoemd. In de "boot" zitten paspoortcontrole, winkels, cafés/restaurants en lounges.

### Terminal 2
Dit is het originele luchthavengebouw. In 2004 werd het gemoderniseerd en verbouwd tot een capaciteit van 2,5 miljoen passagiers per jaar. Toen in 2007 de nieuwe terminal geopend werd verplaatsten de meeste luchtvaartmaatschappijen hun activiteiten naar de nieuwe terminal.

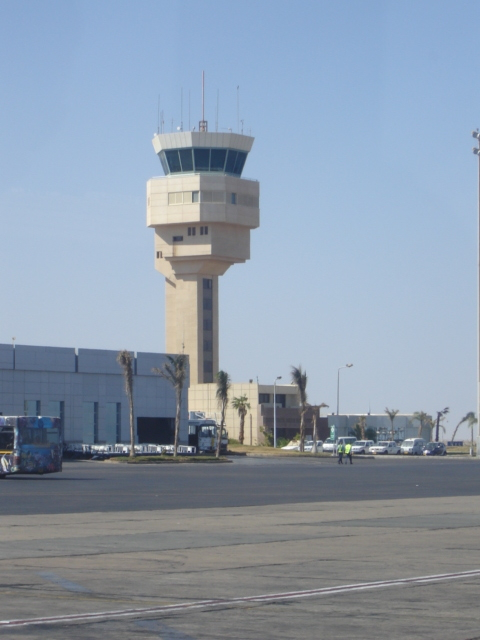
Verkeerstoren Sharm el-Sheikh International Airport

### Terminal 3
In 2008 kondigde de overheid aan een derde terminal te gaan bouwen op de luchthaven. Terminal 3 zou de capaciteit van de luchthaven moeten verdubbelen, van 7,5 naar 15 miljoen passagiers per jaar. Volgens de oorspronkelijke planning zou de nieuwe terminal in 2012 geopend moeten worden.

## Luchtvaartmaatschappijen vanuit Nederland en België
- Tuifly (Amsterdam)
- Corendon Dutch Airlines (Amsterdam)
- Transavia (Amsterdam)
- Jetairfly (Brussel)

Vanuit vele andere landen wordt er op Sharm-el-Sheikh gevlogen. EgyptAir gebruikt de luchthaven tevens voor binnenlandse vluchten.

## Ongelukken
Op 31 oktober 2015 stortte Kogalymavia-vlucht 9268, die vanaf Sharm-el-Sheikh was vertrokken, neer in de Sinaïwoestijn. Alle 224 inzittenden kwamen om. 